# Belgirate
Belgirate – miejscowość i gmina we Włoszech, w regionie Piemont, w prowincji Cusio Ossola.
Położona około 110 kilometrów na północny wschód od Turynu i około 11 kilometrów na południe od Verbanii.
Według danych na rok 2004 gminę zamieszkiwało 521 osób, 65,1 os./km².